# Chrysoprasis nana
Chrysoprasis nana är en skalbaggsart som beskrevs av Bates 1870. Chrysoprasis nana ingår i släktet Chrysoprasis och familjen långhorningar. Inga underarter finns listade i Catalogue of Life.